# Mushaira

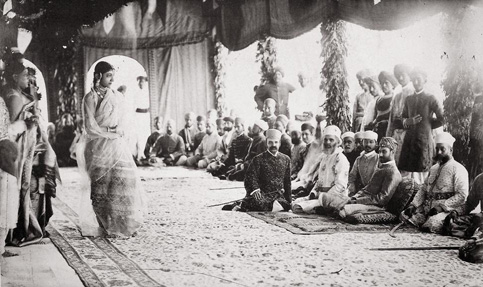
Mushaira

Mushaira (urdu: مشاعرہ, mus̱ẖāʿirah) é um simpósio poético. É um evento (chamado mehfil, MUSHAIRI) onde os poetas se reúnem para realizar suas obras. A mushaira é uma parte amada da cultura do Paquistão, do norte da Índia e do Deccan, particularmente entre os muçulmanos de Hyderabadi, e é muito admirada pelos participantes como um fórum de livre expressão.

## História

### História das iniciativas
A poesia urdu tomou a posição final decisiva no século XVII, quando Mughal estabeleceu seu domínio. Pensou-se, pelas lendas da Índia primitiva, que Shairy deveria ser recitado em uma reunião de mentes com suficiente compreensão da linguagem, para que eles pudessem apreciar, criticar e, em última análise, apreciar o que foi recitado. A reunião, porém, seria na presença do rei e de seus ministros, mas a conversa era sobre uma reunião um pouco maior do que aquela. Eles profetizaram que isso levaria ao desenvolvimento do Urdu Shairy, pois as pessoas poderão obter as ideias da poesia prática de acordo com a demanda de interesses públicos e de melhoria pública.

### História do desenvolvimento
A forma mais comum de recitação de poesia era o mushaira, ou simpósio poético, em que os poetas se reuniam para ler suas composições elaboradas de acordo com um padrão métrico estrito, acordado de antemão, mesmo quando se encontrava com certa altivez de pensamento. A verdadeira iniciativa foi lendária que levou no século XVIII no Tribunal de Mughal ajudando Urdu Mushaira a chegar à sua forma final e decisiva. Uma cultura foi construída em torno de tomar lições na escrita de poesia; tornou-se moda para a realeza aprender Urdu shairi. Bahadur Shah Zafar II, o último imperador mogol da índia, era um verdadeiro poeta por direito próprio. Ele tinha o hábito de definir suas tarefas poéticas difíceis, como a arte desafiadora de tazmin, que levou ao desenvolvimento de Tarahi Mushaira.

## Formas
Uma mushaira pode assumir várias formas. Tradicionalmente, o ghazal é a forma poética específica empregada, nem recitada nem cantada, mas outras formas de poesia, recitação e música também podem ser permitidas. Se a poesia é humorística na natureza, é referida como Mazahiya Mushaira. Mazahiya Mushaira é muito popular nos dias de hoje, as pessoas desfrutam da recitação com grande prazer. Alguns dos poetas agora o desenvolveram sob a forma de crítica, de modo que atualmente ele também está sendo usado para comentar de uma forma muito leve, dando um significado mais profundo que dá uma percepção de longo período para a compreensão dos comentários em potencial.